# 上石巌
上石 巌（あげいし いわお、1908年1月11日 - 1991年6月12日）は、新潟県高田市（現・上越市）出身のクロスカントリースキー選手。

## 来歴
高田師範学校（現上越教育大学） → 高田フラタナル
1929年の第7回全日本スキー選手権大会クロスカントリースキー個人40kmで優勝。1931年の同大会でもクロスカントリースキー個人50kmを制し、1932年レークプラシッドオリンピックの代表に選出される。同オリンピックでは、クロスカントリースキー個人耐久（50km）に出場し、ストックを破損するトラブルに遭いながらも、17位の成績を残した。
引退後は樺太で指導者として活躍。戦後は全日本スキー連盟理事・評議員、新潟県スキー連盟会長などを歴任した。
また、新潟県東頸城郡松代町（現・十日町市）の小学校に勤務していた縁で、1987年より同町で「上石巌記念クロスカントリースキー大会」が開催されている。